# 村上春樹にご用心
『村上春樹にご用心』（むらかみはるきにごようじん）は、内田樹が著した文芸評論、エッセイ。「村上春樹関係のテクストのほぼすべてを網羅したアンソロジー」本である。

## 概要
本書は、(1) 最初の単行本、(2) 増補版、(3) 増補版の文庫版、と3種類あり、それぞれ内容が異なる。
(1) 『村上春樹にご用心』 / アルテスパブリッシング / 2007年9月29日 / ISBN 978-4903951003
(2) 『もういちど村上春樹にご用心』 / アルテスパブリッシング / 2010年11月25日 / ISBN 978-4-903951-37-9
(3) 『もういちど村上春樹にご用心』 / 文春文庫 / 2014年12月4日 / ISBN 978-4-16-790259-9
「どうして村上春樹はある種の批評家たちからこれほど深い憎しみを向けられるのか？」という著者の積年の疑問から本書は成立している。また、本書のように村上を絶賛するだけの本というのは類がない。タイトルは大滝詠一の「あの娘に御用心」（1976年）から取られている。
最初の単行本のカバー・イラストを描いたフジモトマサルは、のちに村上春樹の期間限定サイト「村上さんのところ」（2015年1月15日～5月13日公開）の絵を担当した。
収録された文章の多くは著者のブログ「内田樹の研究室」に掲載されたものである。これまでに中国語（簡体字版、繁体字版）と韓国語に翻訳されている。
版元の株式会社アルテスパブリッシングは2007年4月に設立された会社であるが、『村上春樹にご用心』は同社が最初に出版した1冊である。